# Чохово
Чохово (словен. Čohovo) — поселення в общині Церкниця, Регіон Нотрансько-крашка, Словенія. Висота над рівнем моря: 850,1 м.